# Chopper Commander
Chopper Commander è un videogioco sparatutto a scorrimento con un elicottero che combatte contro alieni, pubblicato nel 1988 per Commodore 64 dalla Zeppelin Games nella fascia di prezzo economica.

## Modalità di gioco
Il gioco si svolge su un ambiente bidimensionale a scorrimento orizzontale in entrambi i versi, con sfondo notturno. Il giocatore controlla l'elicottero, spostandolo su e giù, regolando la sua velocità a destra e sinistra, e sparando doppi proiettili a destra o a sinistra.
Il cielo è infestato da velivoli alieni di vari tipi, che devono essere evitati e a volte possono anche sparare. Il contatto con i nemici fa ridurre la barra dell'energia, al termine della quale si perde una vita. In ogni livello è indicato a video il numero di nemici da eliminare; quando è stato distrutto il numero richiesto di nemici comuni, al loro posto entra in scena il boss, un'astronave madre di aspetto variabile. L'astronave sconfitta rilascia un'arma da raccogliere, che permette (solo per il livello attuale) di scendere alla quota del suolo e sparare rasoterra. Infatti a terra si aggira un carro armato nemico, che dà la caccia ad alcuni civili inermi che fuggono a piedi. Con la distruzione del carro armato si completa il livello.
Se non si raggiunge l'obiettivo in tempo, prima che il carro armato uccida tutti gli umani (il numero dei sopravvissuti è mostrato a video), il livello termina con un messaggio di perdita del "pianeta". Il game over avviene se si terminano le vite, oppure se si perdono tre pianeti.
I livelli si susseguono indefinitamente, con l'aumento della difficoltà e con tre tipi di scenario di sfondo (tre "continenti" secondo la confezione) che si alternano ciclicamente.

## Accoglienza
Chopper Commander ricevette una valutazione molto negativa (voto totale 31%) dalla rivista Zzap! 32, che lo trovava piacevole solo per qualche minuto e riteneva che anche tra i giochi a basso prezzo ci fosse di molto meglio. Altre riviste lo trovarono ordinario: le britanniche Computer Gamesweek (64%) e Commodore Computing International (57%) e la jugoslava Moj Micro. Quest'ultima lo giudicava un gioco moderatamente interessante, che sarebbe stato un probabile successo se fosse uscito qualche anno prima.